# Kremlin Cup 2014
Der Kremlin Cup 2014 war ein Tennisturnier der WTA Tour 2014 für Damen und ein Tennisturnier der ATP World Tour 2014 für Herren im Olimpijski in Moskau und fand für beide Geschlechter zeitgleich vom 11. bis 19. Oktober 2014 statt.
Titelverteidiger im Einzel war Richard Gasquet bei den Herren sowie Simona Halep bei den Damen. Im Herrendoppel waren die Paarung Michail Jelgin und Denis Istomin, im Damendoppel die Paarung Swetlana Kusnezowa und Samantha Stosur die Titelverteidiger.

## Herrenturnier
→ Hauptartikel: Kremlin Cup 2014/Herren
→ Qualifikation: Kremlin Cup 2014/Herren/Qualifikation

## Damenturnier
→ Hauptartikel: Kremlin Cup 2014/Damen
→ Qualifikation: Kremlin Cup 2014/Damen/Qualifikation